# Karl Woermann
Karl Woermann, född 4 juli 1844 i Hamburg, död 4 februari 1933 i Dresden, var en tysk konsthistoriker. Han var bror till Adolph Woermann.
Woermann studerade till en början juridik och var praktiserande advokat, innan han på allvar började studera konstvetenskap först under långa resor, som sedermera ofta upprepades, från 1870 i Heidelberg och München. Han blev 1873 professor vid konstakademien i Düsseldorf och var 1882–1910 direktör för målningsgalleriet i Dresden. 
Woermann utgav 1876 Die Landschaft in der Kunst der alten Völker och började 1879 utge Geschichte der Malerei i samarbete med Alfred Woltmann. Efter Woltmanns död (1880) fortsatte Woermann arbetet, delvis med ledning av hans efterlämnade studiematerial (arbetet utkom i tre delar 1879–88). Det följdes av Geschichte der Kunst aller Zeiten und Völker (tre delar, 1900–11; ny omarbetad upplaga började utges 1915, varav femte delen utkom 1921). 
Bland Woermanns övriga arbeten märks Was uns die Kunstgeschichte lehrt (fjärde upplagan 1894), Von deutscher Kunst (1907), Von Apelles bis Böcklin und weiter (samlade uppsatser, 1912), dessutom kritiska katalogarbeten över Dresdengalleriet och annat samt även diktsamlingar.